# Gerald Wilson
Gerald Wilson est un musicien américain de jazz, né le 4 septembre 1918 et mort le 8 septembre 2014 d'une pneumonie. Il est connu en tant que trompettiste, chef d'orchestre, compositeur, arrangeur et enseignant.

## Biographie

### Jeunesse
Gerald Wilson naît en 1918 à Shelby, une ville du comté de Bolivar, dans l'État du Mississippi. Fils d'une institutrice, il apprend le piano dès l'âge de six ans, puis la trompette à partir de onze ans. Sa famille l'envoie à Memphis, puis dans le nord des États-Unis, à Détroit, afin de poursuivre ses études. Il est diplômé de la Cass Technical High School (en),.

### Carrière musicale
En 1939, Gerald Wilson remplace le trompettiste et arrangeur Sy Oliver dans le big band de Jimmie Lunceford. Wilson arrange des standards pour l'orchestre et compose des morceaux originaux, dont Hi Spook. Il s'installe à Los Angeles en 1942 et joue notamment dans l'orchestre de Benny Carter. Durant la Seconde Guerre mondiale, il sert dans un centre d'entraînement de l'US Navy et joue dans l'orchestre de Willie Smith. Démobilisé en 1944, il fonde son propre big band. Le Gerald Wilson Orchestra enregistre et se produit à travers le pays. Wilson, qui souhaite se perfectionner, dissout pourtant la formation. Il joue de la trompette durant deux ans dans l'orchestre de Count Basie, au milieu d'instrumentistes comme Jo Jones et Walter Page (en), puis rejoint en 1948 le Gillespie Orchestra, dans lequel il côtoie des musiciens comme John Coltrane et John Lewis. L'orchestre enregistre plusieurs de ses compositions.
En 1950, il accompagne Billie Holiday en tournée. Gerald Wilson écrit des arrangements et des orchestrations pour d'autres artistes, dont Ray Charles et Nancy Wilson, ainsi que pour le cinéma et la télévision,. Dans les années 1960, il forme un nouveau big band et enregistre pour le label Pacific Jazz Records. L'orchestre compte notamment dans ses rangs les saxophonistes Harold Land et Ernie Watts, le guitariste Joe Pass, les trompettistes Carmell Jones et Snooky Young. Ils se produisent en 1963 au Monterey Jazz Festival.

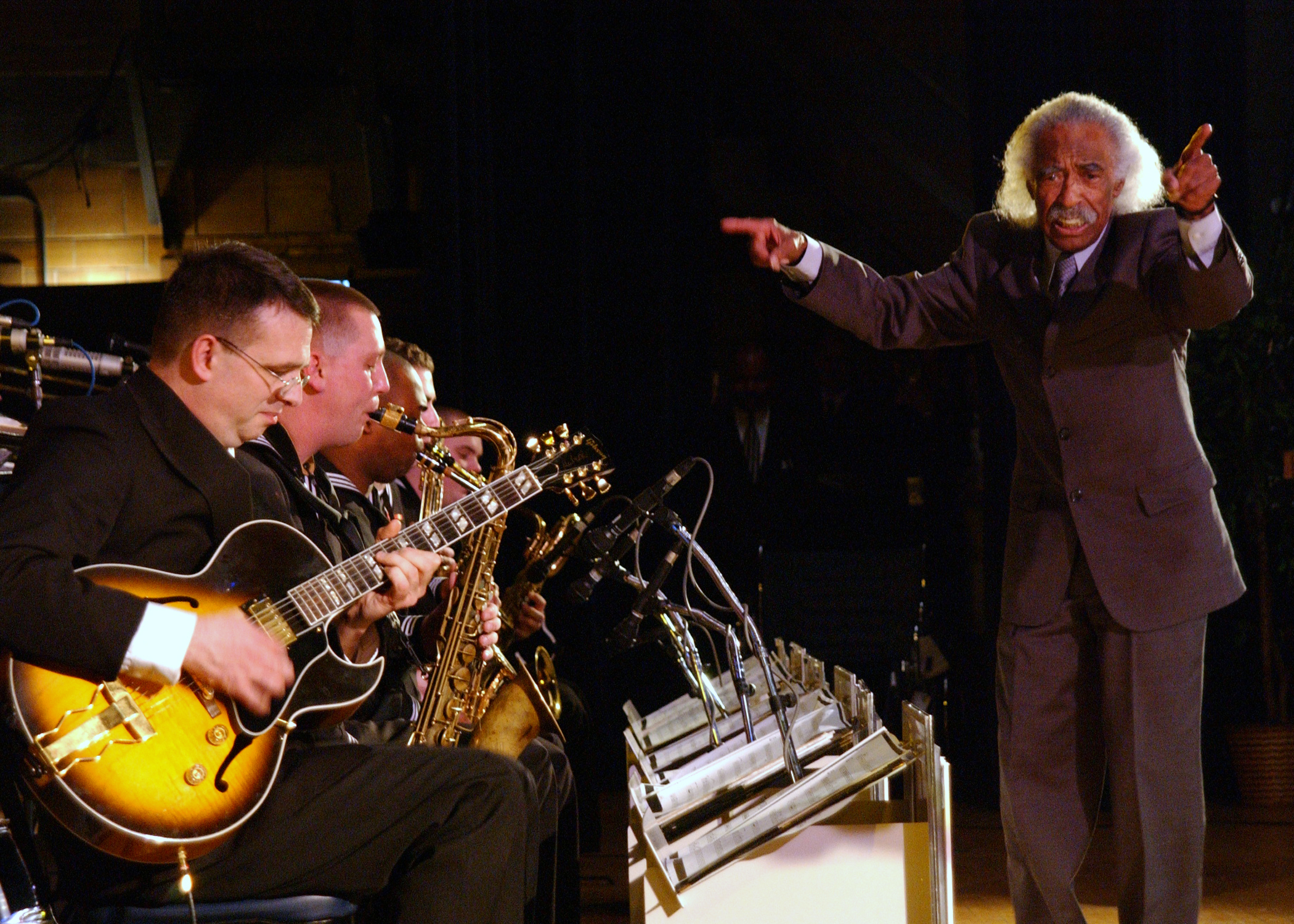
Gerald Wilson comme chef d'orchestre invité du Great Lakes Jazz Ensemble, en 2002.

En 1972, Zubin Mehta, directeur musical de l'orchestre philharmonique de Los Angeles, lui commande une pièce, intitulée Debut: 5/21/72. En 1998, l'album Theme for Monterey est nommé aux Grammy Awards. En 2011 est édité l'album Legacy, qui comprend des morceaux composés par son fils Anthony Wilson et son petit-fils Eric Otis. L'année suivante, le Gerald Wilson Orchestra est nommé aux Grammy Awards dans la catégorie « best large jazz ensemble album ».

### Autres activités
À partir des années 1970, Gerald Wilson enseigne la musique dans différentes universités californiennes, dont l'université de Californie à Los Angeles (UCLA). De 1969 à 1976, le musicien anime des émissions de radio sur la station KBCA.

## Style musical
Durant sa carrière, Gerald Wilson s'est inspiré de la musique mexicaine, ainsi que de styles populaires comme le rock et le rhythm and blues.

## Hommages et récompenses
Gerald Wilson reçoit en 1990 un Jazz Masters award, décerné par une agence culturelle fédérale, le National Endowment for the Arts (Fonds national pour les arts). En 1996, ses partitions sont archivées à la bibliothèque du Congrès.
Eric Dolphy lui dédie la composition G.W. enregistrée en 1960 sur son premier album en leader, Outward Bound. Une version avec Jack Diéval est diffusée par l'ORTF en 1966.

## Discographie

### Albums
1989 : Jenna 1998  
1997 : Theme for Monterey (MAMA Records)
- 2003 : New York, New Sound (Mack Avenue Records)
- 2005 : In My Time (Mack Avenue Records)
- 2007 : Monterey Moods (Mack Avenue Records)
- 2009 : Detroit (Mack Avenue Records)
- 2011 : Legacy (Mack Avenue Records)

### Compilations
- 2000 : The Complete Pacific Jazz Recordings of Gerald Wilson and His Orchestra (Mosaic Records)